# Carex caxinensis
Carex caxinensis är en halvgräsart som beskrevs av Frederick Joseph Hermann. Carex caxinensis ingår i släktet starrar, och familjen halvgräs.
Artens utbredningsområde är Guatemala. Inga underarter finns listade i Catalogue of Life.